# Лозівська сільська рада (Петропавлівський район)
| Лозівська сільська рада — орган місцевого самоврядування у Петропавлівському районі Дніпропетровської області з адміністративним центром у c. Лозове. Сільській раді підпорядковані населені пункти: - c. Лозове - с. Роздори - с. Росішки |

## Склад ради
Рада складається з 14 депутатів та голови.

## Керівний склад сільської ради
| ПІБ                          | Основні відомості                                                         | Дата обрання | Дата звільнення |
| ---------------------------- | ------------------------------------------------------------------------- | ------------ | --------------- |
| Пилипенко Людмила Олексіївна | Сільський голова, 1963 року народження, освіта, член народної партії      | 26.03.2006   | 31.10.2010      |
| Шкурко Лідія Іванівна        | Сільський голова, 1960 року народження, освіта вища, член Партії регіонів | 31.10.2010   |                 |

Примітка: таблиця складена за даними джерела